# Joachim Stünker
Joachim Stünker (* 29. März 1948 in Langwedel) ist ein deutscher Politiker (SPD). Er war von 2002 bis 2009 rechtspolitischer Sprecher der SPD-Bundestagsfraktion.

## Leben und Beruf
Nach dem Abitur im Jahr 1967 am Gymnasium am Wall in Verden/Aller absolvierte Stünker ein Studium der Rechtswissenschaft an der Freien Universität Berlin und der Georg-August-Universität Göttingen, welches er 1973 mit dem ersten juristischen Staatsexamen beendete. Nach Ableistung des Referendariats bestand er im Jahr 1975 das zweite Staatsexamen und war seitdem als Richter, seit 1990 als Vorsitzender Richter am Landgericht Verden, tätig.
Joachim Stünker ist verheiratet und hat zwei Kinder.

## Politik
Schon als Schüler trat Stünker im Jahr 1965 in die SPD ein. Er gehört seit 1976 dem Gemeinderat seines Geburtsortes Langwedel und seit 1986 dem Kreistag des Landkreises Verden an. 17 Jahre lang (bis 2001) war er ehrenamtlicher Bürgermeister des Flecken Langwedel.
In den Jahren 1998 bis 2009 war er Mitglied des Deutschen Bundestages. Nachdem er von 1998 bis 2002 zunächst stellvertretender Sprecher war, wurde er ab Oktober 2002 Sprecher der Arbeitsgruppe Rechtspolitik der SPD-Bundestagsfraktion. Von November 2004 bis November 2005 und von Oktober 2007 bis zu seinem Ausscheiden aus dem Bundestag nach der Bundestagswahl 2009 gehörte er dem Vorstand der SPD-Fraktion an. Stünker war zudem Mitglied des Parlamentarischen Kontrollgremiums des Bundestages, welches die Arbeit der Geheimdienste überwacht.
Stünker ist einer der Urheber des Patientenverfügungsgesetzes von 2009. Der so genannte „Stünker Entwurf“ gilt seit September 2009.
Joachim Stünker ist stets als direkt gewählter Abgeordneter des Wahlkreises Verden – Osterholz bzw. seit 2002 des Wahlkreises Rotenburg – Verden in den Bundestag eingezogen. Bei der Bundestagswahl 2005 erreichte er hier 44,2 % der Erststimmen. Bei der Bundestagswahl 2009 erreichte er ein Ergebnis von 36,6 % und unterlag damit seinem Konkurrenten Andreas Mattfeldt (CDU) knapp um weniger als 0,5 Prozentpunkte. Da Stünker auch nicht über die Landesliste der SPD in den Bundestag einziehen konnte, schied er aus dem Bundestag aus. Er erklärte seine politische Karriere für beendet.
Stünker kehrte in seine Position am Landgericht Verden zurück und wurde im Mai 2014 in den Ruhestand verabschiedet.